# 五月二十日縣

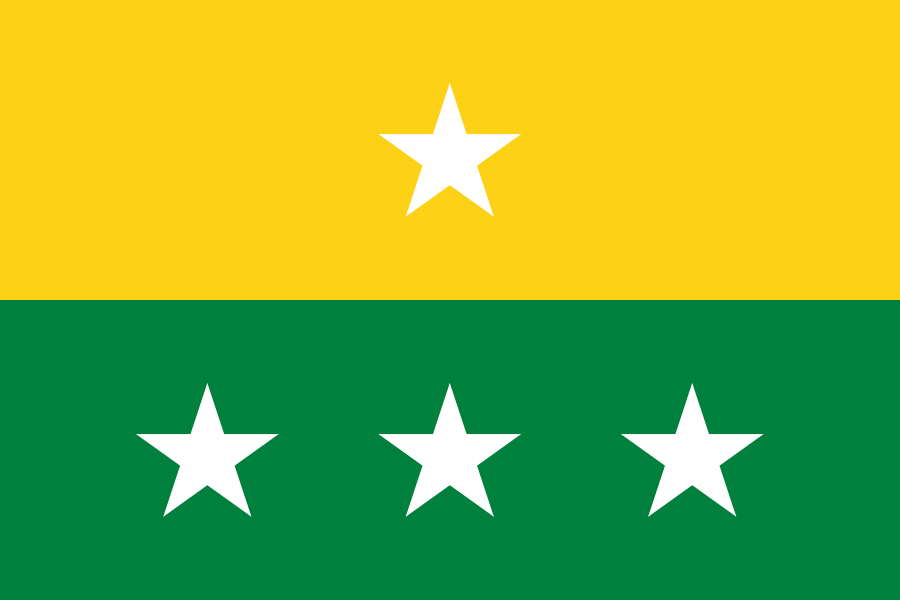
縣旗

1°15′36″S 80°26′24″W / 1.26000°S 80.44000°W
五月二十日縣（西班牙語：Cantón Veinticuatro de Mayo），是厄瓜多爾的縣份，位於該國西部，由馬納比省負責管轄，面積523.8平方公里，2001年人口28,294，該縣份人口密度每平方公里54.02人。